# Charles Géniaux
Pour les articles homonymes, voir Géniaux.
Charles-Hippolyte-Jean Géniaux, né à Rennes le 12 novembre 1870 et mort à Nice le 19 mars 1931, est un romancier, poète, peintre et photographe français. Frère de Paul Géniaux, également photographe, il est marié à Claire Mazères, elle-même femme de lettres.

## Biographie

### Photographe malgré lui

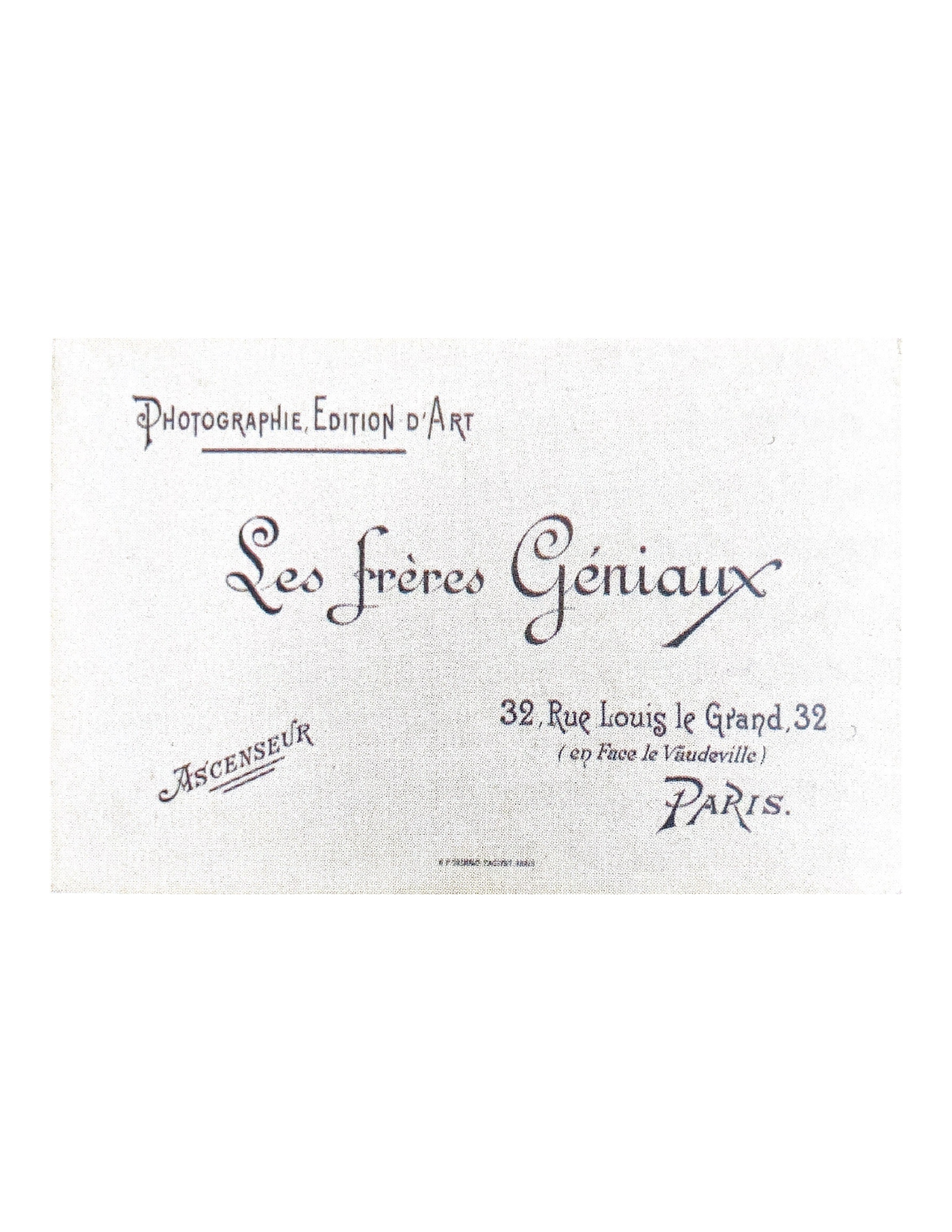
Carte de visite des frères Géniaux à leur atelier parisien, 1898

Charles Géniaux découvre la pratique photographique à l'âge de 15 ans en Algérie. Aucun des membres de la famille Géniaux n'est inconnu à cette pratique. On retrouve en effet des portraits de chacun d'eux réalisés à Rennes chez Mevius ou Le Michel.

Charles s'y essaie donc d'abord en prenant pour modèles ses sœurs et son frère. Ses premières photographies ne sont pas nettes mais elles caractérisent déjà les sujets qui vont l'intéresser. Il les a par ailleurs signées grâce à un composteur. L'une, datée de 1886 sans doute de la main de Charles lui-même, représente son frère Paul et l'autre figure sa petite soeur Marguerite avec sa poupée. Ce premier intérêt pour la photographie est relaté par Claire Géniaux dans l'écrit qu'elle lui dédie après son décès en 1931 (La vie d'un homme de lettre Charles Géniaux) :
« [il] éprouva une passion violente pour la photographie et la lecture des catalogues d'appareils et de fournitures photographiques excitait au plus haut point son imagination. »
Également passionné d'écriture, il naviguera durant tout le début de sa vie entre ces deux médiums. Plus particulièrement à partir de 1893, Charles Géniaux entame des débuts professionnels en photographie grâce à la publication de Bretagne revue. Avec son frère Paul, il se lance plus largement dans l'édition d'art. Ce qui différencie leur travail d'autres publications, c'est l'illustration photographique sur des planches que l'on trouve à l'intérieur de la revue. Elle en est d'autant plus spéciale, puisque, selon Charles Géniaux, il lui a fallu reproduire ces photographies lui-même dans la serre du jardin familial (où les frères procédaient à la majorité de leurs activités), ce qui lui prenait un temps considérable. Au-travers de la section concours promue par la revue, les frères faisaient de la publicité pour du matériel photographique et pour leurs propres cours d'initiation à la collographie.
Néanmoins, la publication de Bretagne revue devenue Revue pittoresque en 1894 ne permet pas aux Géniaux de vivre correctement. En 1898, à la suite de son frère Paul, Charles s'installe à Paris. Ensemble, ils reprennent un atelier de photographie, Tissier aîné, en une collaboration d'apparence parfaite, comme peuvent le laisser supposer les cartes de visite qu'ils font imprimer avec la mention "Les frères Géniaux, photographie, édition d'art". Leur marque de fabrique est encore celle de l'édition d'art malgré l'abandon de leur première revue. Cette signature se retrouve sur leur travail photographique, parfois abrégé en "GXF-Paris".

En revanche, si ce travail semble mieux convenir à Paul, considéré comme un technicien, Charles s'en détourne rapidement. C'est pourtant grâce à celui-ci qu'il gagne sa vie car ses romans ne lui permettent pas d'en faire autant. Un an après la reprise de l'atelier de photographie, il écrit à sa future femme, alors connue sous le nom de Claire Mazères :
« Je fais un métier idiot et subalterne. Avec mon diable d'amour propre, je souffre de voir des crétins me traiter en vulgaire employé photographe, des imbéciles qui se sentent ni ne comprennent ce qu'ils me demandent de photographier. »
La majorité de sa production s'étend de 1893 à 1905-1906. La fin de celle-ci se concentre sur ses séjours en Bretagne, notamment sur le temps passé dans la campagne du Morbihan entre Billiers, Muzillac et Rochefort-en-Terre. Après cette période et notamment la vente de la maison de Rochefort-en-Terre, Charles Géniaux s'éloigne de la photographie pour se consacrer entièrement à ses écrits.

### Charles Géniaux, écrivain
Charles Géniaux est l’auteur d’une œuvre abondante qui compte 37 romans, écrits entre 1893 et 1931. Photographe, journaliste et écrivain, c’est à la littérature qu’il consacre la majeure partie de sa vie. Ses thématiques sont variées mais s'ancrent toujours dans des lieux qu’il connaît et affectionne, comme la Bretagne, le Maghreb, le Languedoc ou la Provence. Il en propose des descriptions riches, semblables à des photographies de leur temps, à la manière de Zola. En effet, il situe très précisément ses personnages fictifs dans des lieux réels : rues, patelins, échoppes etc. Ses romans sont des fresques sociales puisqu’il s’intéresse aussi bien aux pêcheurs bretons qu’à la grande bourgeoisie.
Charles Géniaux est surtout connu pour ses romans sur la Bretagne, dont il dépeint la réalité rurale au début du XXème siècle, avec ses traditions et ses mœurs spécifiques, cette région étant quelque peu recluse sur elle-même. Son désir est de montrer « l’âme » de la Bretagne, de manière brute, sans l’embellir. Il évoque notamment la misère des petites gens, le dur labeur des paysans et des marins ou encore l’alcoolisme, dans des récits souvent tragiques. Mais il décrit aussi la beauté des paysages, la place du clergé, la vie quotidienne familiale, ou encore les fêtes populaires. Ses écrits contribuent à la construction et au rayonnement de l’image de la Bretagne, voire de son mythe pittoresque, aux côtés d’autres auteurs tels que Charles Le Goffic ou Anatole Le Braz.
L'œuvre littéraire de Charles Géniaux reçoit une reconnaissance et connaît une postérité relativement modestes. Il obtient tout de même le Grand prix du roman de l'Académie française en 1918 pour son roman La Passion d’Armelle Louanais et le prix Balzac en 1913 pour son roman L’Océan. Il noue également une amitié forte avec le caricaturiste et satiriste Jossot, avec qui il partage l’amour de la Tunisie. Avec sa femme Claire Géniaux, il co-écrit plusieurs romans, dont Le Cyprès et Une Affranchie.

### Charles Géniaux, ses liens avec le Maghreb en période coloniale
Charles Géniaux connaît le Maghreb depuis son enfance, puisque ses parents déménagent en Algérie en 1884 pour deux ans. Ensuite, il est amené à séjourner régulièrement en Tunisie, au Maroc et en Algérie pour des missions journalistiques ou bien mandaté par le Ministère des Affaires Etrangères, notamment à Tunis en 1906 et en 1908 dans le but d’enquêter sur les « centres de colonisation ». Grand connaisseur de ces régions, il décrit précisément les différentes traditions et cultures arabes dans ses romans, sans misérabilisme ni fantasme orientaliste.

Charles Géniaux occupe une position politique ambivalente dans le contexte de la colonisation française au Maghreb. Il ne remet pas en question la colonisation française et soutient la mission civilisatrice de ces pays par la France : les colons doivent éduquer les “indigènes”, répandre le progrès et la civilisation sur ces terres, afin de promouvoir la grandeur de la nation française. Les colons ont aussi, selon lui, la charge de protéger les “indigènes”. Il écrit notamment un ouvrage, intitulé Comment on devient colon (1908), qui traite de la meilleure manière de s’implanter au Maghreb. De cet ouvrage est tirée la citation suivante, qui résume de manière éloquente sa pensée coloniale :
« Nous nous sommes efforcés d’être justes dans la question de la main-d’œuvre indigène. Nous n’oublierons jamais que les Français ont la haute mission de protéger et d’enseigner les Arabes retardataires. »

Alors qu’il promeut dans ses écrits le devoir colonial de la France, il noue en parallèle des liens amicaux forts avec des Tunisiens, notamment Chadli El Okbi, qui l’accueille plusieurs fois avec sa femme Claire Géniaux. Dans la préface de son roman Les Musulmanes, il écrit : 
« J’ai passé trois années d’intimité avec la douce population Tunisienne, qu’on ne saurait fréquenter sans l’aimer. »
 Il qualifie les musulmans de ses “amis”, pour qui il porte une “réelle estime”. Charles Géniaux ne renie pas la culture musulmane et incite les colons à apprendre l’arabe pour mieux les comprendre. Sa position, relativement respectueuse envers les peuples arabes et progressiste pour l’époque, est critiquée par de nombreux colons français aux penchants nationalistes. À propos de son roman Le choc des races, le journaliste et très patriote Armand Ravelet dépeint Charles Géniaux comme un traître, qui embellit le peuple arabe et se moque des colons : 
« Il met dans l’erreur ses concitoyens [les lecteurs français], en exagérant les qualités de l’étranger, pour mieux salir ses frères [les colons français]. »

### Charles Géniaux, journaliste
Le travail de journaliste de Charles Géniaux commence lorsqu'il crée, à seulement douze ans, avec ses camarades du lycée de Bastia, un feuillet d'information sur l'actualité mondiale intitulé L'Oranger Breton. Au fil des années, il continue à rédiger des articles pour le journal du lycée d'Alger, où il a déménagé avec ses parents. Ce journal est publié dans toute la ville sous le titre Potache. De retour à Rennes en 1892, il rejoint la revue artistique et littéraire dédiée à la critique théâtrale Rennes Artistes, fondée en 1882 par Henry Mazières, et dont Charles devient secrétaire de rédaction en 1893.
En mars 1893, Charles Géniaux commence sa carrière en tant que journaliste professionnel en fondant la revue Bretagne revue, un périodique mensuel parmi les premières revues françaises créées dans le but de défendre l'illustration par la photographie. À cette fin, la revue organise également un concours international de photographie qui se poursuit tout au long de la durée de la revue, jusqu'en janvier 1894. En février 1894, Bretagne Revue devient Revue pittoresque, illustrée, littéraire et artistique et prend la forme d'une revue mensuelle de luxe. Mais la revue n'a pas une longue durée de vie et disparaît la même année.
N'abandonnant pas pour autant son travail d'éditeur photographe, il se lance dans un troisième projet de revue qui se poursuit jusqu'en 1902, Bretagne Illustration, et qui se traduit par la parution de 24 numéros illustrés consacrés à l'architecture religieuse dans le Finistère.
Son appréciation du médium photographique et de sa technique l'a amené à organiser un concours de photographie pour photographes amateurs, qui a été publié entre 1899 et 1902 dans la revue Le Mois littéraire et pittoresque. Lorsque les résultats du concours paraissent, ils sont accompagnés d'un article rédigé par Charles dans lequel il explique aux participants comment corriger leurs erreurs, démontrant ainsi sa volonté, comme il l'avait déjà fait avec Bretagne Revue, de rendre l'usage de la photographie accessible au plus grand nombre.

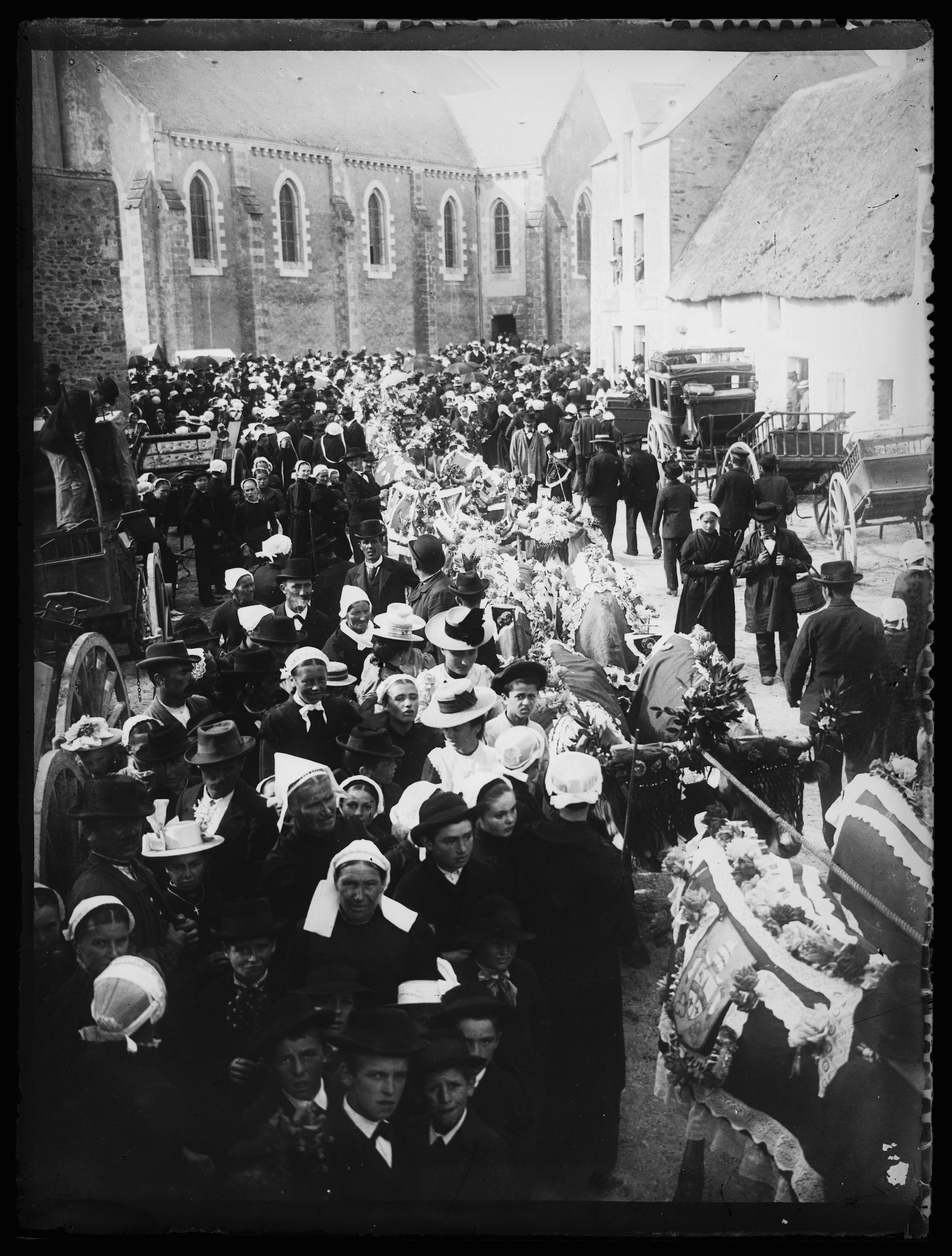
Photo prise par Charles Géniaux vers 1900 à La-Chapelle-des-Marais pendant le jour du Pardon

Déterminé à devenir un grand écrivain, Charles Géniaux quitte son travail d'éditeur en 1898 pour se consacrer à ses écrits. Cependant, le succès tarde à venir. En attendant de pouvoir en vivre, il publie des articles illustrés, souvent accompagnés de ses propres photographies, pour de nombreuses revues à portée nationale. Entre 1903 et 1909, dans le Journal des voyages et des aventures de terre et de mer, il publie une série d'articles intitulée Bretagne vivante, qui documente la vie en Bretagne. Il réalise aussi de nombreux reportages photographiques pour la revue Le tour de France, dédiés au culte de la mort en Bretagne, au pardon de Saint-Jean-du-Doigt et en général aux légendes et aux coutumes de la campagne bretonne. Toujours dans Le tour de France, il tient également une rubrique régulière publiée sous le titre « Le tour de France photographique », dans laquelle il donne des conseils techniques de photographie.
Des articles sur les châteaux de Bretagne écrits par Charles paraissent dans le magazine La Vie à la campagne et d'autres de ses publications consacrées au pittoresque et à la culture se retrouvent également dans les revues La Revue bleue et La Revue des revues. Des articles plus critiques consacrés à l'analyse de la situation politique et économique du pays sont publiés dans les revues Le Monde moderne et Paris-Journal. Pour La Revue des revues il entreprend une mission en Tunisie en 1906 dans le but d'étudier les centres de colonisation. Il en résulte un article publié sous le titre « La colonisation française en Tunisie ». Cet article lui vaut quelques critiques, notamment celle d'être considéré comme arabophile.
En 1909, Charles repart en reportage photographique, cette fois au Maroc pour un numéro spécial du Figaro illustré : encore une fois, sa passion pour les affaires coloniales ne le dispense pas de teinter ses reportages de descriptions pittoresques.

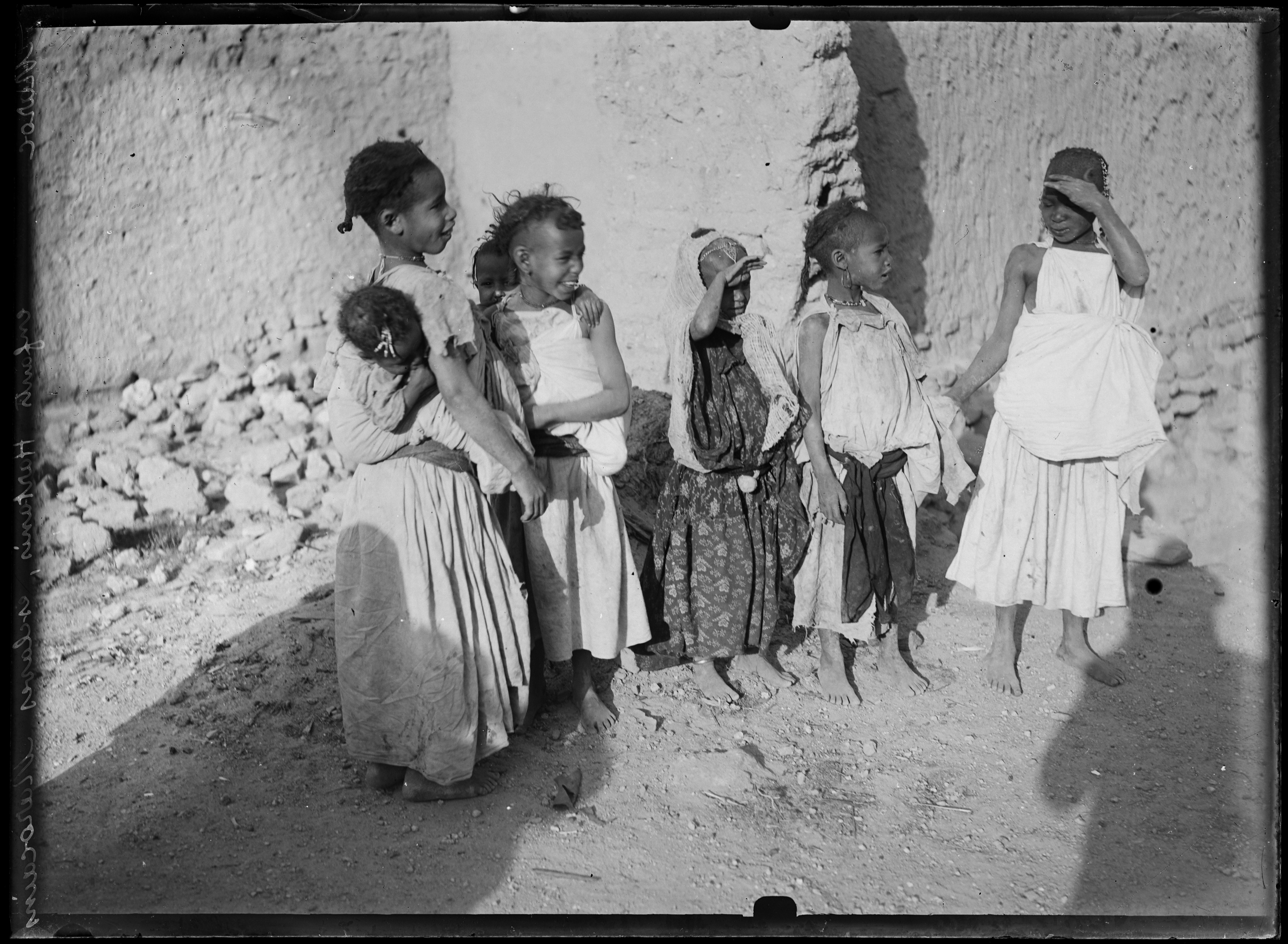
Photo prise par Charles Géniaux au Maroc vers 1910, dans la photo des filles marocaines.

Jusqu'à la fin de sa vie, Charles Géniaux mène une carrière journalistique prolifique parallèlement à celle d'écrivain reconnu, publiant aussi bien des articles consacrés à l'analyse culturelle du pays, que des articles d'actualité.

### Thèmes photographiés
Les premiers pas photographiques de Charles Géniaux ont lieu à Alger. Il photographie alors des scènes familiales, notamment ses frères et sœurs.
Le thème principal qu’étudie Charles Géniaux en tant que photographe aguerri est sa Bretagne natale. Il y photographie la ruralité et la culture populaire, avec un attrait particulier pour les sujets qu’il pense en voie de disparition. Il livre alors un témoignage des mutations sociales de la Bretagne à la fin du XIXe siècle.

Il s’intéresse tout d’abord aux métiers exercés :
« Dans les textes de Charles comme dans les photographies, l’attention est portée aux métiers, à leurs gestes, aux conditions quotidiennes de vie et de travail ».

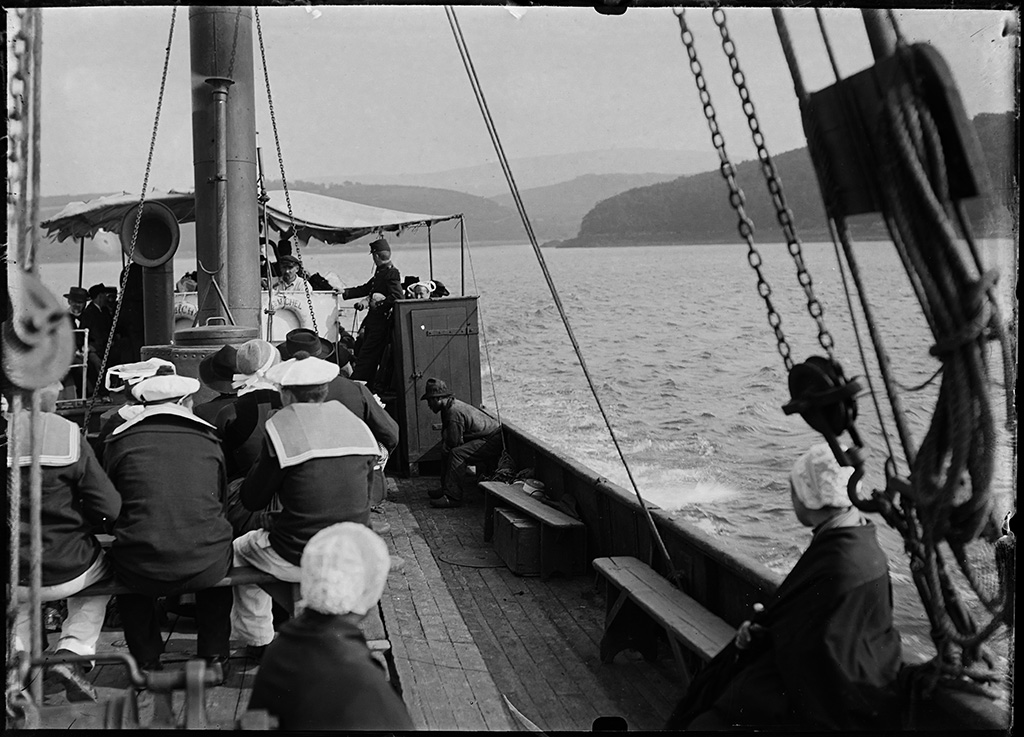
Charles et Paul Géniaux, Vue du pont du vapeur Saint-Michel, 1902-1905.

Ces photographies tendent à montrer les tâches quotidiennes des Bretons, par des prises sur le vif mais aussi des poses longues et étudiées. Les scènes de pêche, et notamment de retour de pêche, sont récurrentes dans son œuvre.

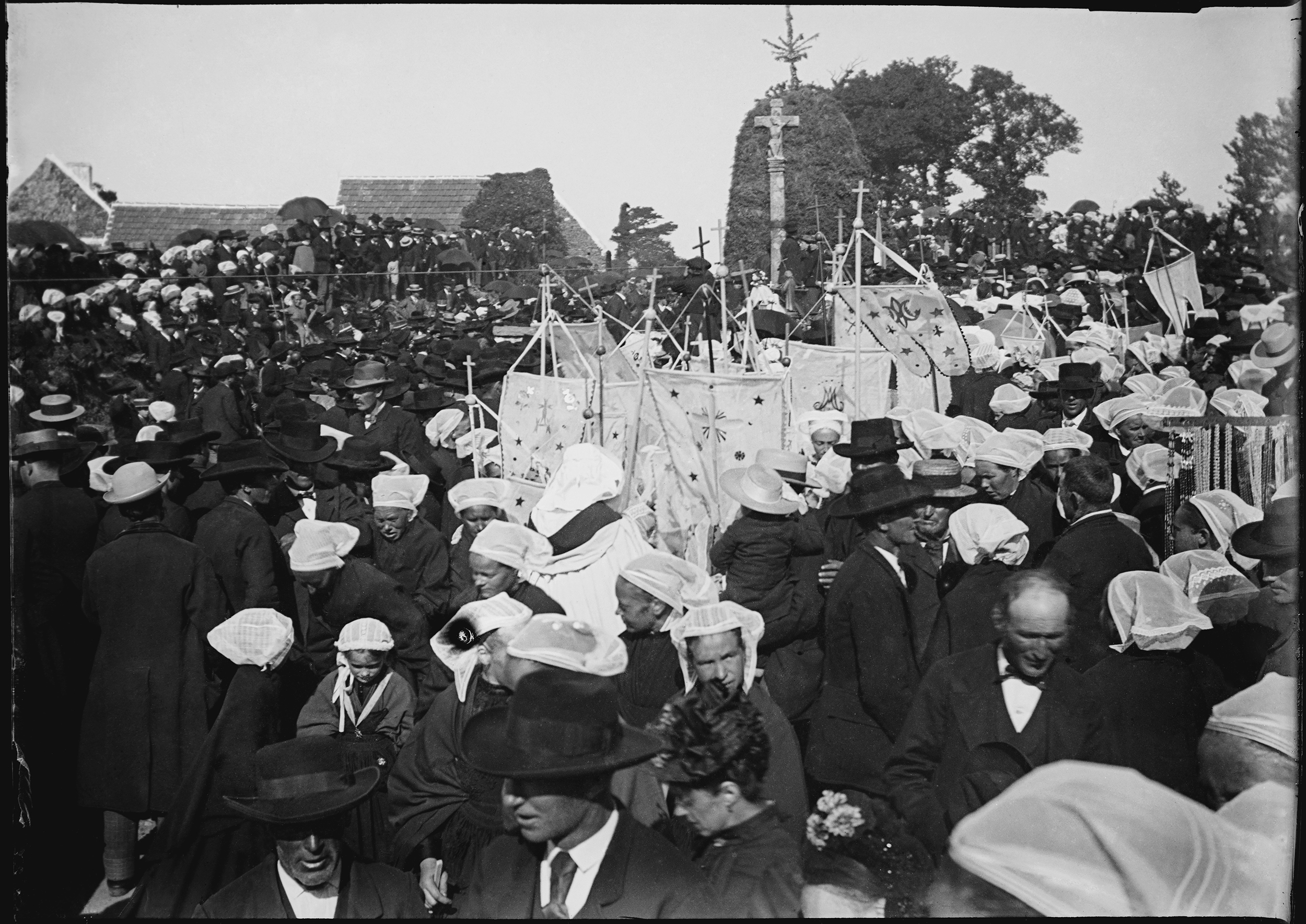
Charles Géniaux, Pardon de Saint-Jean-du-Doigt, 1902-1905.

Charles Géniaux s’intéresse également aux scènes de villages et évènements du quotidien. Les scènes de jeux d’enfants sont un motif fréquent dans sa photographie. Il photographie également les différentes interactions lors de foires ou de marchés. Ces scènes, qui croisent une multitude d’acteurs et de métiers, l’intéressent également lors de sa période parisienne. Charles Géniaux tend aussi à montrer la Bretagne religieuse et faite de coutumes avec de nombreuses photographies de processions et d'évènements cultuels. Il a notamment produit une série sur le Pardon de Saint-Jean du Doigt. Ces scènes sont l’occasion de se concentrer sur les costumes de fête.
Charles Géniaux photographie également des paysages et des scènes de villages non peuplés. Les animaux de la ferme sont alors un motif important de son travail, même s'il se concentre principalement sur des scènes à visée sociale ou ethnographique.
Par une nécessité technique et commerciale, la plupart des photos de Charles Géniaux sont posées et le sujet choisi avec attention. Pour répondre aux attentes des commanditaires et de la clientèle, il arrive à Charles Géniaux de modifier des scènes pour la pose : il choisit un lieu particulier, un homme plus ou moins balafré... Ces scènes paraissent artificielles et contrastent avec les photos de métiers plus réalistes. Cette contradiction entre un travail presque ethnographique et un travail de pose très étudié vient de la nécessité commerciale de certains de ces ouvrages. Ainsi, la majorité des photographies posées et travaillées deviennent des cartes postales diffusées à l’échelle nationale. Ces tableaux photographiques relaient une vision stéréotypée d’une Bretagne pittoresque presque imaginaire. La série « Bretonneries » en est un exemple.

En 1900, Charles est missionné par son frère de photographier l’Exposition universelle pour répondre à une forte demande des magazines commanditaires. Les scènes sont ici très différentes de celles prises en Bretagne, mais sont mêlées à des scènes de foires et foules urbaines qui rappellent son travail précédent. Son épouse Claire écrit à ce sujet :
« Le vaste chantier de Paris l’enthousiasme pour toute la vie ardente et laborieuse qui l’encombre ».
Entre 1906 et 1925, Claire et Charles voyagent beaucoup au nord de l’Afrique. De retour en Algérie et au Maroc, il transpose les thématiques qu’il avait travaillées en Bretagne. Il photographie les tisserands, les petites boutiques et les marchands dans les villages, les enfants dans la rue, les animaux avec le même œil, presque scientifique. Il s’éloigne aussi des villages pour photographier les scènes de champs.

## Répartition des collections photographiques
Réparties dans plusieurs institutions françaises, les riches collections photographiques des frères Géniaux sont aujourd’hui bien connues.
Le musée de Bretagne à Rennes conserve une grande partie de la production des deux frères. Le fonds photographique du musée, constitué dès le XIXe siècle, s’est considérablement enrichi dans les années 1970. Évaluées à 400 000 négatifs sur verre et films souples et plus de 13 000 tirages dans les années 1990, les collections photographiques du musée de Bretagne sont conséquentes.

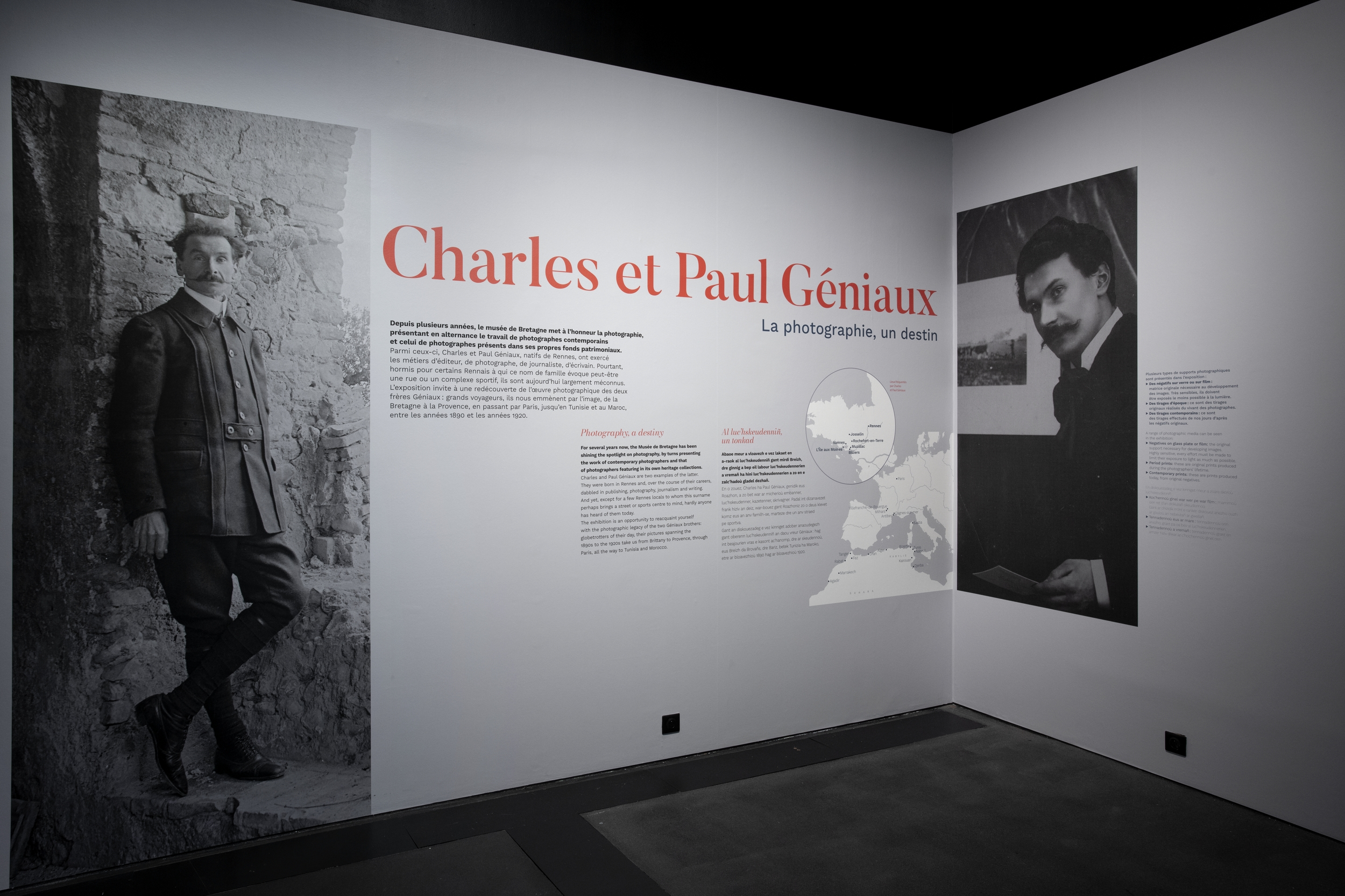
Exposition « Reflets de Bretagne, 160 ans de photographies inédites » au musée de Bretagne de Rennes.

Afin de valoriser ses collections, le musée de Bretagne réalise entre le 29 juin 2012 et le 6 janvier 2013 une exposition consacrée à ses fonds photographiques. Intitulée « Reflets de Bretagne, 160 ans de photographies inédites », l’exposition illustre la Bretagne des XIXe et XXe siècles. Bien que ne constituant pas l’exact reflet de l’histoire de la photographie en Bretagne, l’exposition témoigne de l’histoire des collections constituées par le musée depuis le XIXe siècle. Pour la première fois, le public découvre les fonds photographiques du musée. Les collections concernent la Bretagne historique des cinq départements.
Parmi les photographies exposées, figurent celles d’Amédée Fleury, d’Alphone Liebert, de Paul Gruyer et d’Henri Rault. L’exposition présente également quelques photographies de Paul Géniaux.
La collection de photographie des frères Géniaux conservée au musée de Bretagne est majoritairement récente. La première photographie signée Géniaux date de 1890. Elle figure le porche de l’église de Melesse en Ille-et-Vilaine. Signée Charles Géniaux, elle a probablement été offerte par l’auteur lui-même.  Entre 1994 et 1996, une petite quarantaine de tirages signés Paul Géniaux font leur entrée dans les collections du musée de Bretagne. Acquises par le biais d’un marchand spécialisé, elles évoquent toutes des sujets liés à la Bretagne, une région chère aux deux frères.
Le succès de l’exposition de 2012 autour des photographies de la Bretagne favorise de nouvelles acquisitions. Peu de temps après l’exposition, le musée de Bretagne enrichit ses collections par de nombreuses photographies prises par Paul Géniaux et son frère, Charles. En 2013, Brigitte et Jacques Delaigue, propriétaires d’une maison ayant appartenu à Charles Géniaux à Rochefort-en-Terre, découvrent sous l’escalier de ce que Claire Géniaux nommait le « modeste petit clos », une centaine de négatifs sur verre attribués à Charles. Le couple offre très généreusement les négatifs à thématique bretonne au musée de Bretagne. Ce dernier devient dès lors propriétaire de la plus importante collection de photographies réalisées par les deux frères. En 2015, les descendants des deux frères enrichissent la collection par un don de 122 tirages d’époque accompagnés de cartes postales éditées d’après des photographies de Paul et Charles Géniaux. Une vente aux enchères en 2018 permet au musée d’acheter des photographies de Paul Géniaux autour du thème des ardoisières de Rochefort-en-Terre, complétant ainsi une thématique bien présente. La même année, le musée acquiert une soixante de tirages d’époque portant majoritairement le timbre de Paul Géniaux.
Les photographies rassemblées viennent ainsi compléter les connaissances sur les deux frères, jusqu’alors relativement limitées aux photographies de mode prises par Paul et aux romans écrit par Charles. Ces acquisitions sont d’autant plus importantes qu’elles ont permis de révéler au grand jour le travail photographique conséquent et parfois oublié des frères Géniaux. En 2019, le musée de Bretagne leur consacre une exposition : « Charles et Paul Géniaux : la photographie, un destin ».
Hormis le musée de Bretagne, cinq autres institutions françaises conservent les photographies de Charles et Paul Géniaux.
Une trentaine de négatifs originaux sur la Bretagne sont aussi conservés aux archives départementales du Morbihan.
Le MUCEM de Marseille conserve également une partie de la production des deux photographes.
Les images parisiennes sont quant à elles conservées à Paris. Le musée d’Orsay, le musée des Arts Décoratifs, le musée Carnavalet et la Société française de photographie possèdent ainsi de nombreuses photographies parisiennes prises par Paul Géniaux autour de l’année 1900.
Les photographies des frères Géniaux sont aujourd’hui entrées dans le domaine public. Grâce à la mise en ligne des collections du musée de Bretagne et au catalogue réalisé lors de l’exposition qui leur est consacrée en 2019 au musée de Bretagne à Rennes, l’œuvre des deux frères peut largement être diffusée, documentée et étudiée.

## Œuvres

### Livres

#### Monographies
- La Vieille France qui s'en va[23] (1903)
- Les Témoins du passé (1905)
- Comment on devient colon (1908) Texte en ligne
- La Bretagne vivante (1912)
- La Tunisie pendant la guerre (1915)
- Sous les figuiers de Kabylie : scènes de la vie berbère 1914-1917 (1917) Texte en ligne
- La Bretagne vivante. Les Pêcheurs sardiniers. Le retour des Islandais. Les Sauveteurs bretons (1923)
- Naïa, la sorcière de Rochefort-en-Terre, récit, Stéphane Batigne Éditeur, 2015.  (ISBN 979-10-90887-40-4)[24]
- Les rebouteux du Morbihan en 1900, Stéphane Batigne Éditeur, 2016.  (ISBN 979-10-90887-50-3)[25]

#### Romans
- La Cité de mort (1904)
- Rue de la Femme-sans-Teste, roman (1904)
- L'Homme de peine, roman (1905)
- Le Roman de la Riviera (1906)
- Le Voueur (1908)
- Les Forces de la vie (1909)
- Les Musulmanes, roman (1909) Texte en ligne
- Petit poète et grand roi (1910)
- Les Deux Châtelaines, roman (1911)
- Les Patriciennes de la mer, roman (1913)
- L'Océan, roman (1913)
- Un corsaire de treize ans (1913)
- Le Roman d'un gentilhomme (1914)
- Notre petit gourbi (1914) Texte en ligne
- Les Fiancés de 1914 (1914 et 1919)
- La Famille Messal, roman (1919 et 1922)
- Le Cyprès, avec Claire Géniaux (1918)
- La Passion d'Armelle Louanais (1918)
- Mes voisins de campagne (1920)
- Les Cœurs gravitent, roman (1921)
- Une sultane marocaine, roman (1921)
- Les Âmes en peine, nouvelle (1922)[26]
- La Lumière du cœur, roman (1922)
- Le Choc des races, roman (1923) Texte en ligne
- La Résurrection d'Aphrodite, roman (1923)
- Les Feux s’éteignent :  . I, II, III, & IV (fin) ; In La Revue universelle. Tome XV, 1er Octobre 1923, Jacques Bainville, directeur.
- Pour la gloire, roman (1924)
- Une affranchie, roman, avec Claire Géniaux (1924)
- Les Faucons, roman (1925)
- À l'ombre du clocher (1926)
- Les Feux s'éteignent, roman (1926)
- Les Ravageurs de beauté, roman (1928)
- Les Hiboux, roman (1929)
- Font-Colombes : l'amour et l'art, avec Claire Géniaux (1930)
- Une femme à bord (1931)
- La Découverte de l'amour, roman (1933)

### Photographies

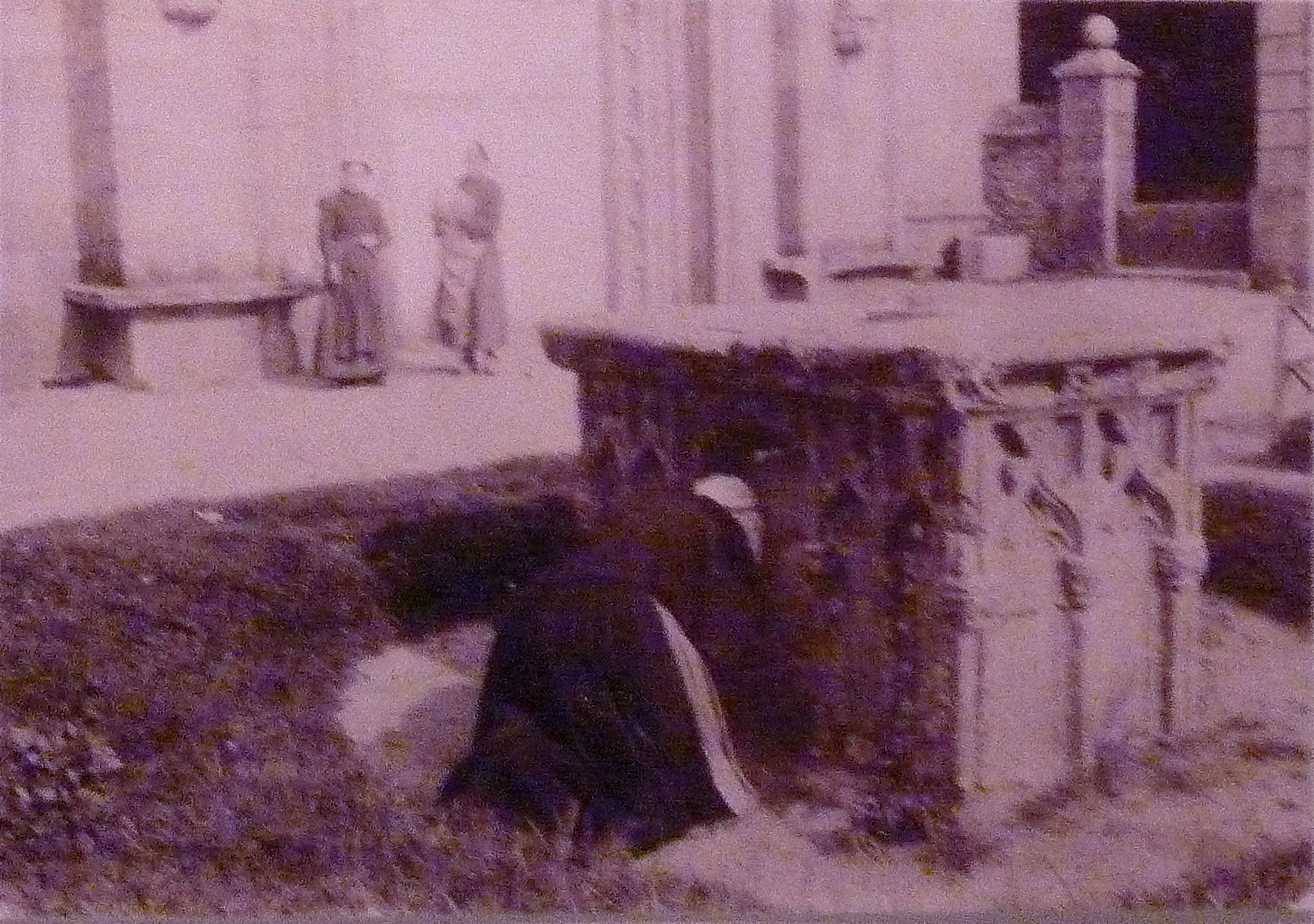
Charles Géniaux : Femme passant sous le tombeau présumé de saint Yves (1890, Minihy-Tréguier)
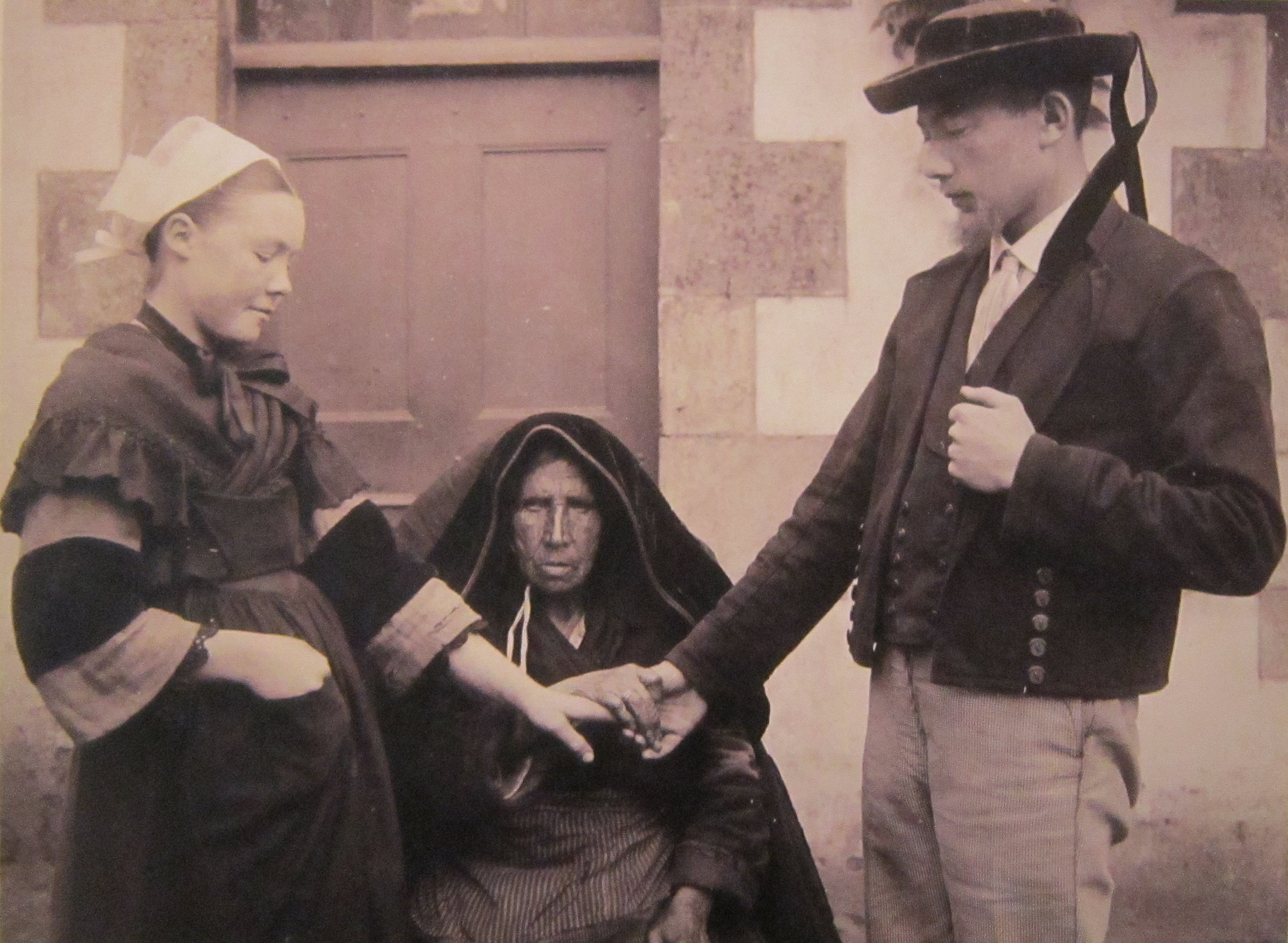
Charles Géniaux : Sorcière favorisant les amours de deux jeunes gens (1890, Plumelec, Morbihan).
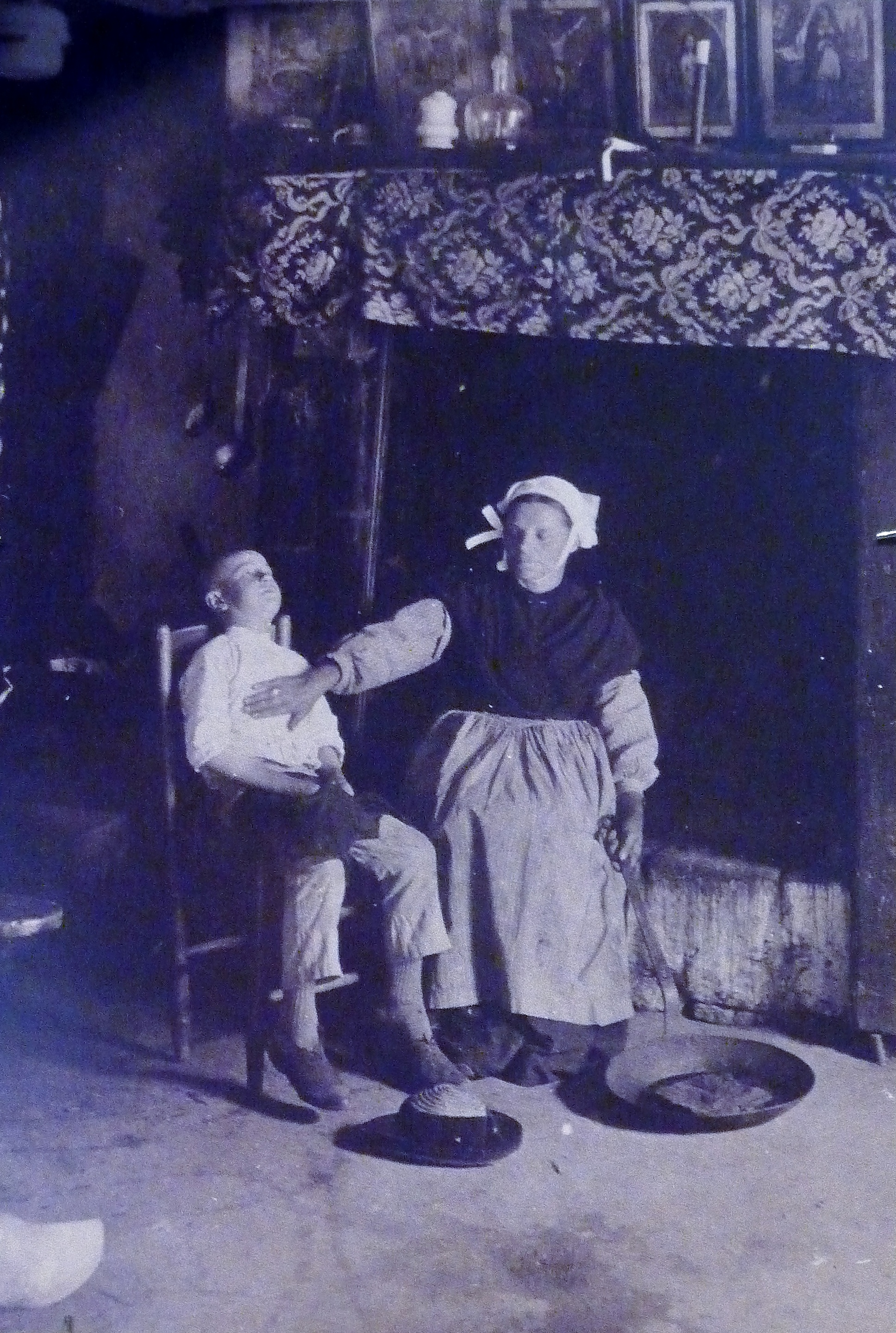
Remède de bonne femme (1890, Muzillac)
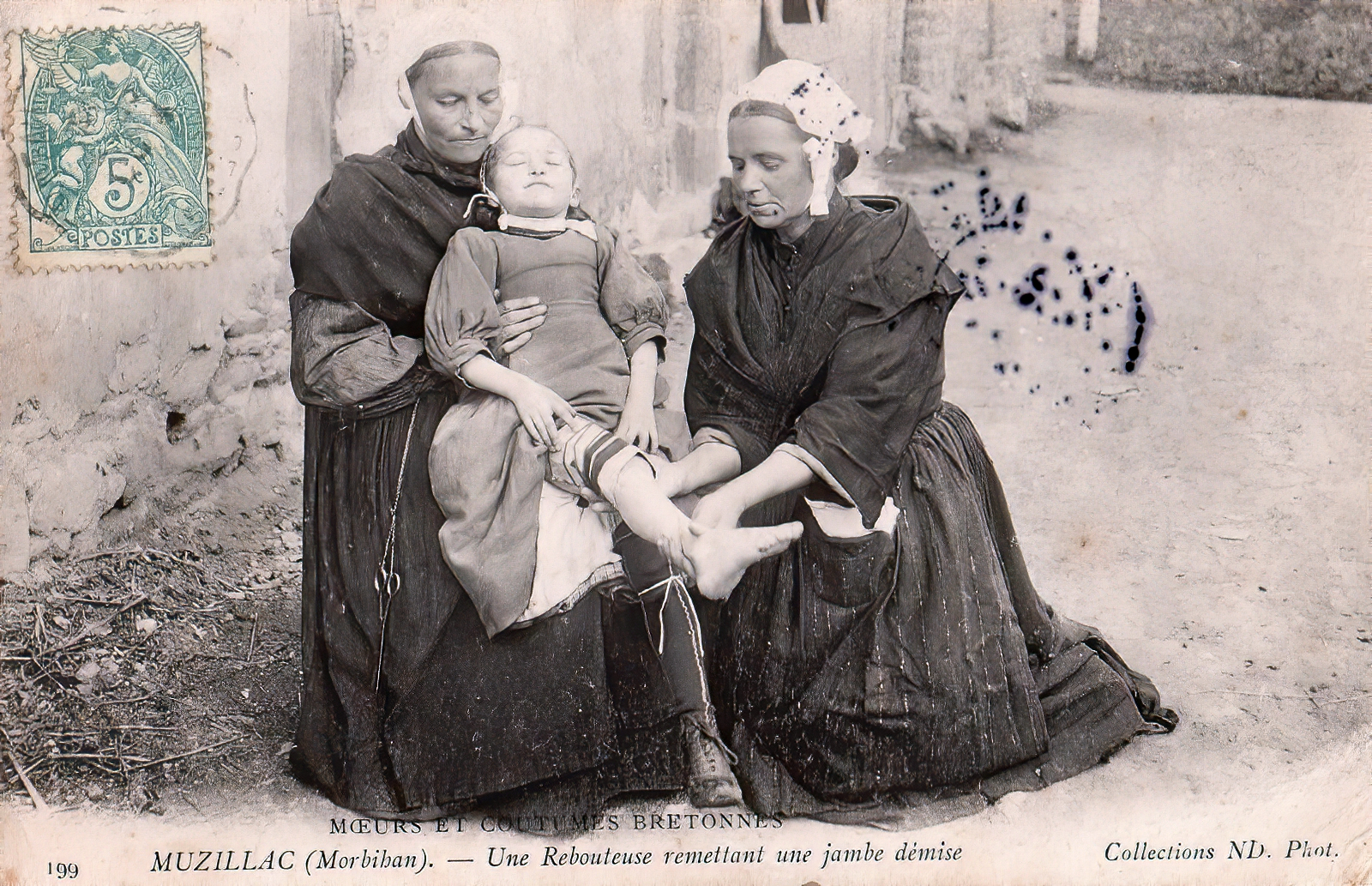
Rebouteuse (1890, Muzillac)
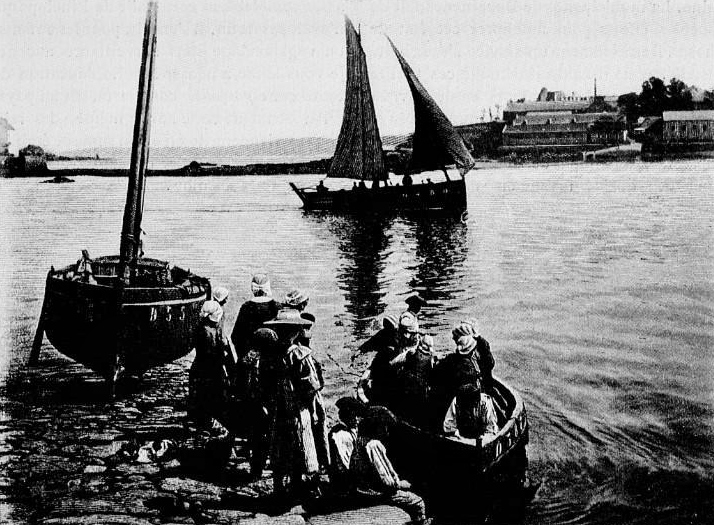
Douarnenez : canots transportant les ouvrières aux friteries qu'on aperçoit à l'arrière-plan (Le Mois littéraire et pittoresque, 1902).
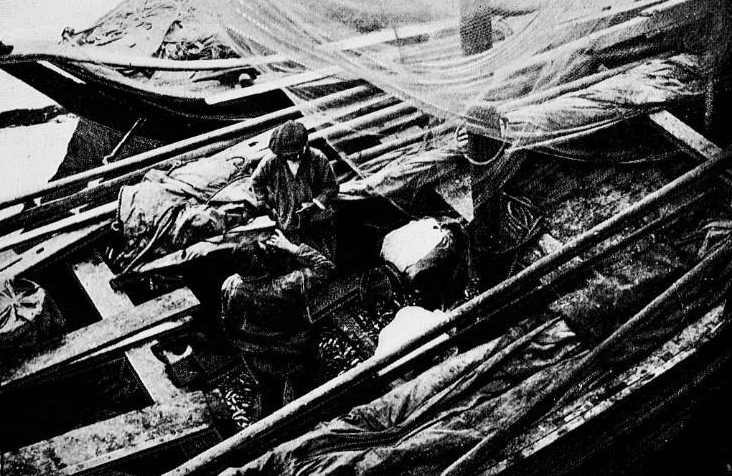
Douarnenez : le comptage des sardines et la "goutte de marée" [rasade d'eau-de-vie bue par le pêcheur] (Le mois littéraire et pittoresque, 1902).
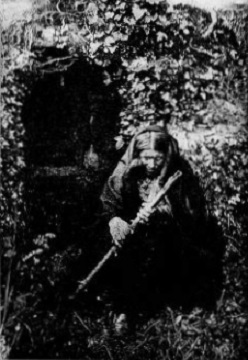
Rochefort-en-Terre : Comment Naïa m'est apparu lors de notre première rencontre (1903).
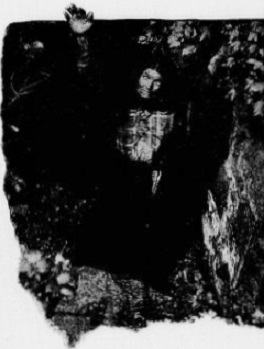
Rochefort-en-Terre : Une apparition de Naïa (1903).
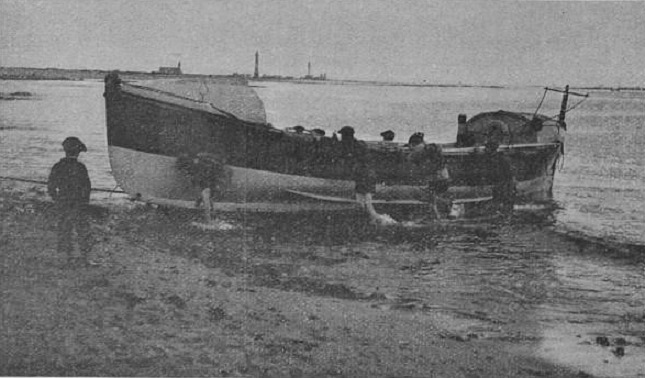
Saint-Guénolé-Penmarch : la rentrée du canot de sauvetage Maman Poydenot en 1911.
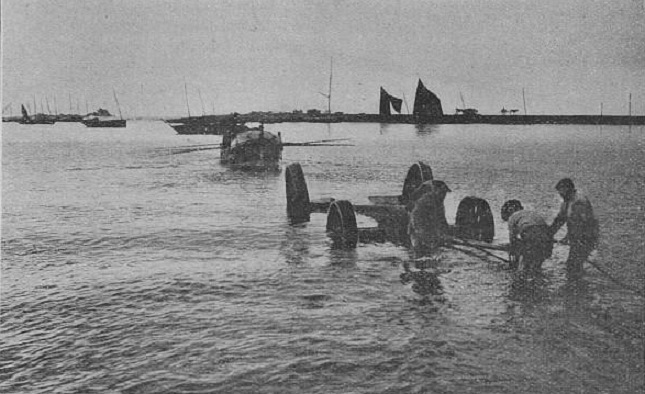
Saint-Guénolé-Penmarch : le lancement du canot de sauvetage Maman Poydenot en 1911.
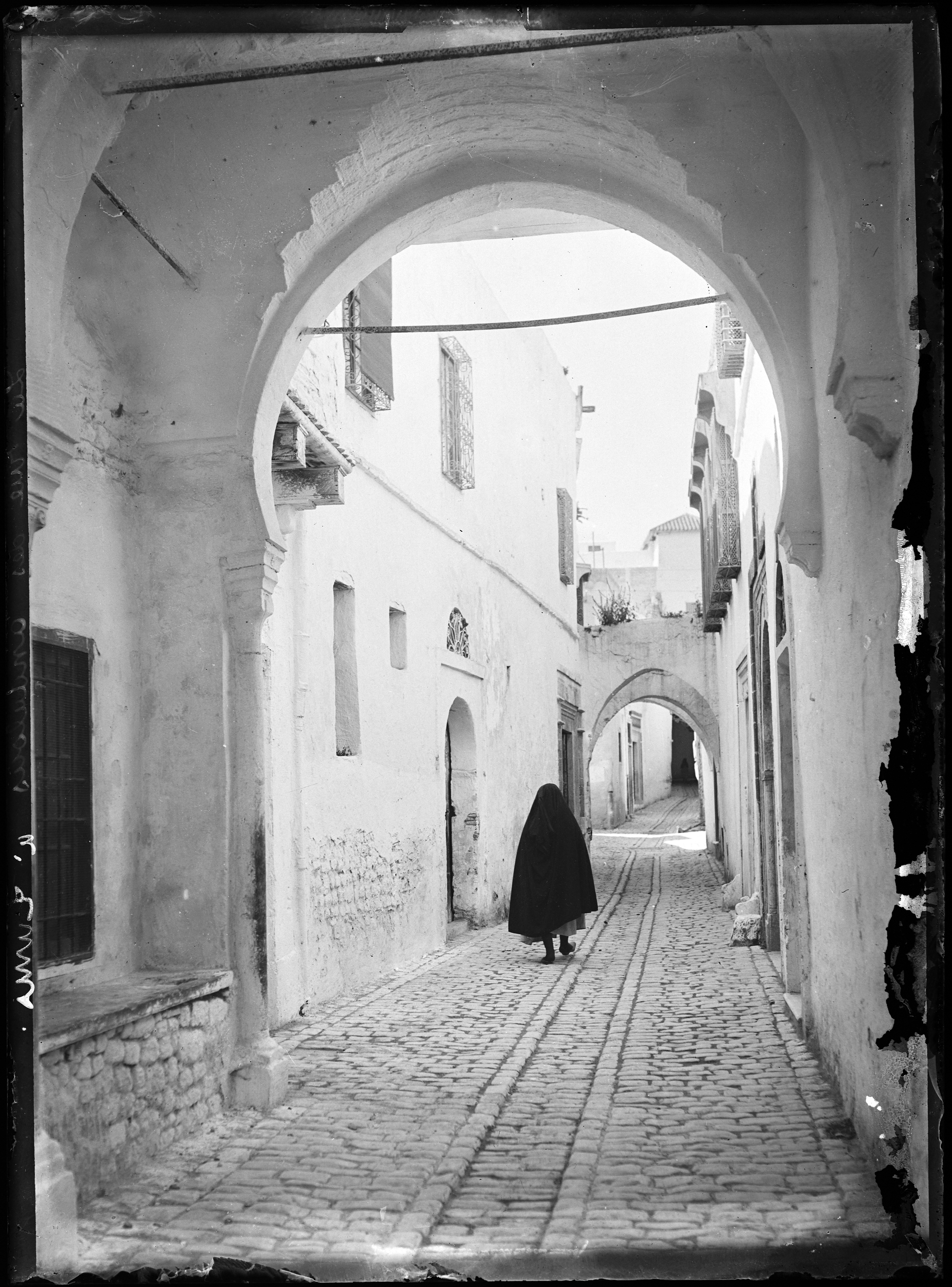
Charles Géniaux, La rue des Andalous à Tunis, vers 1906
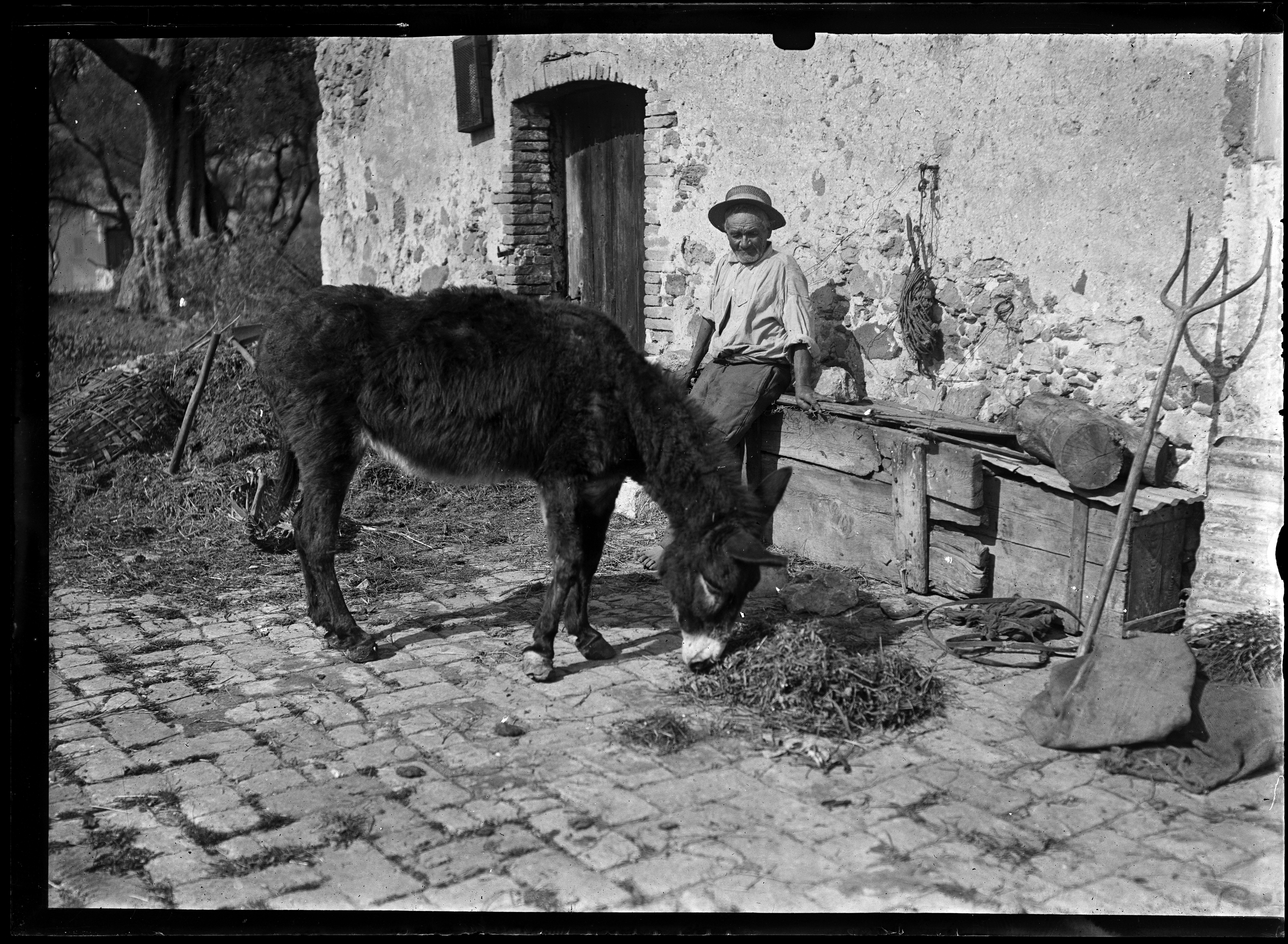
Charles Géniaux, Un homme et son âne, vers 1898
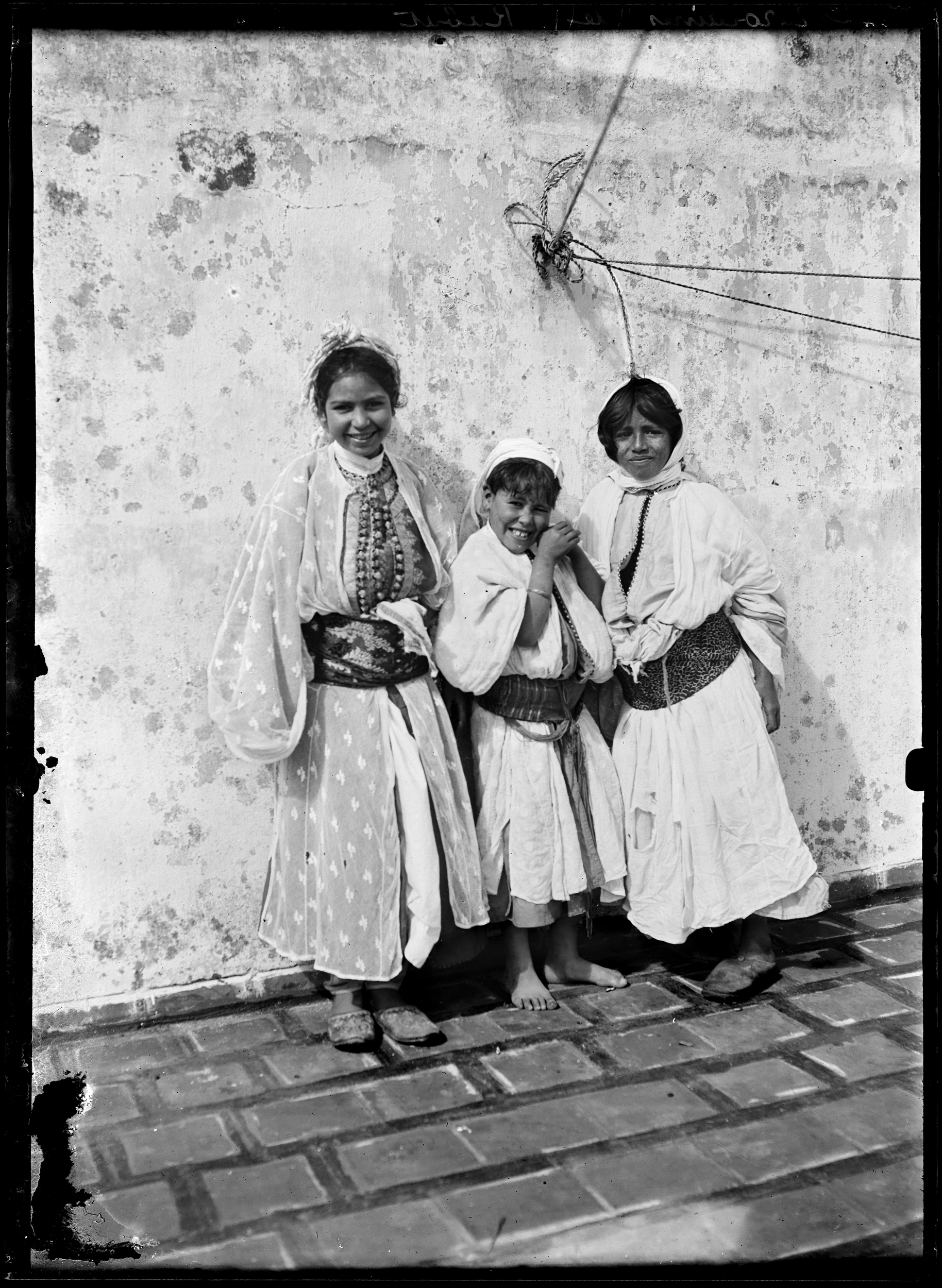
Charles Géniaux, "Marocaines de Rabat", vers 1910
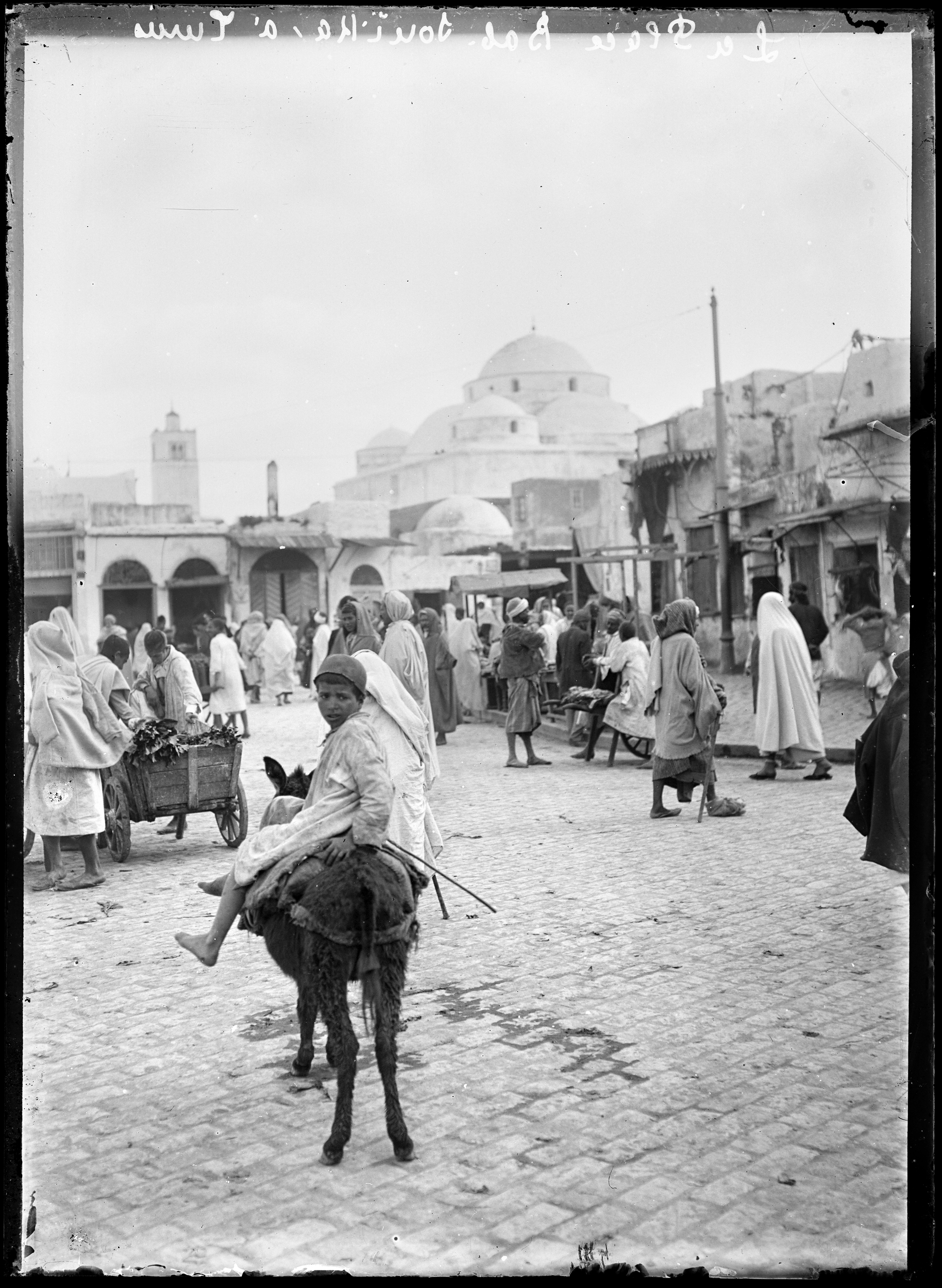
Charles Géniaux,"La place Bab Souïka à Tunis", vers 1911
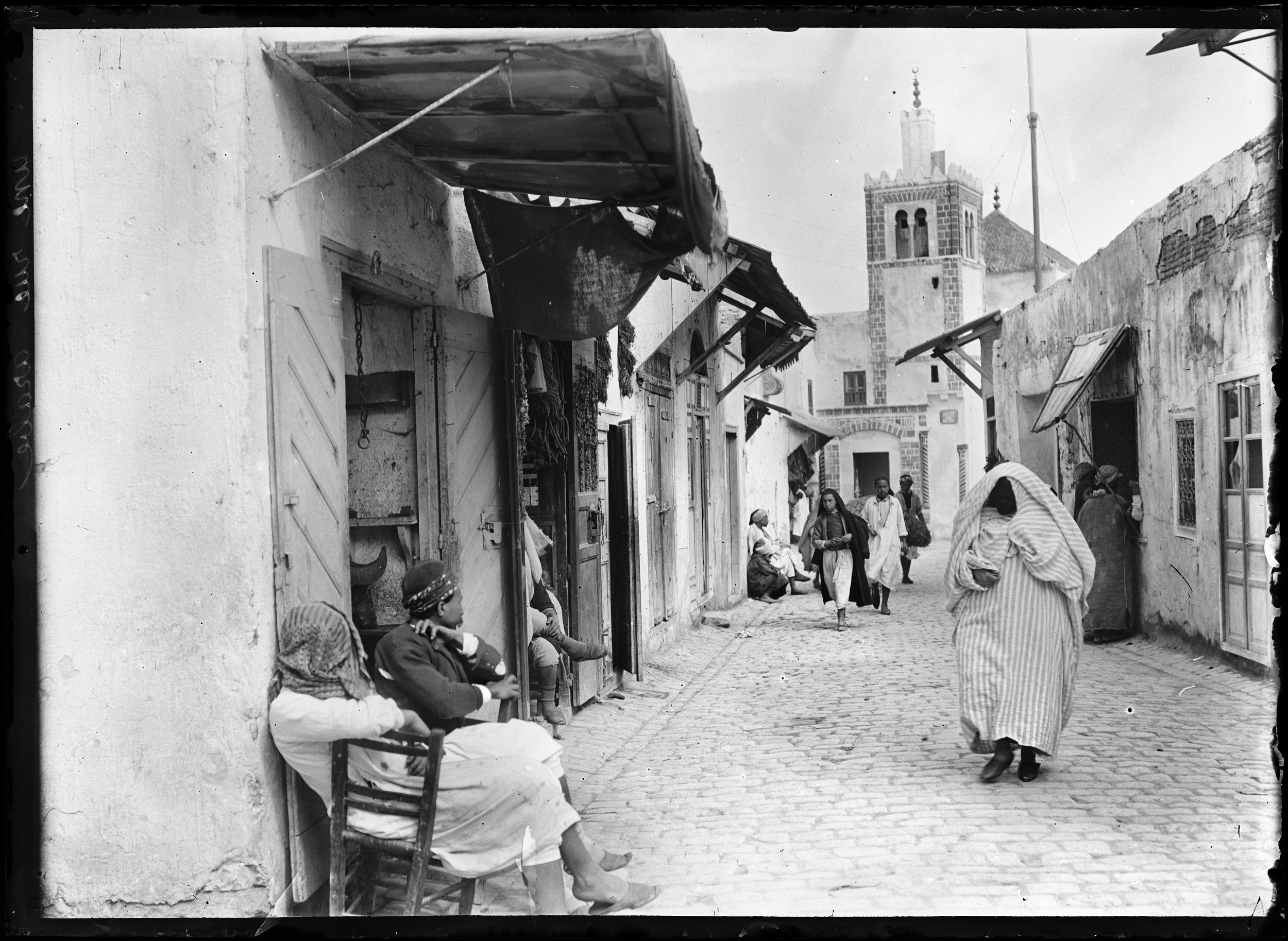
Charles Géniaux,"Une rue arabe", vers 1909
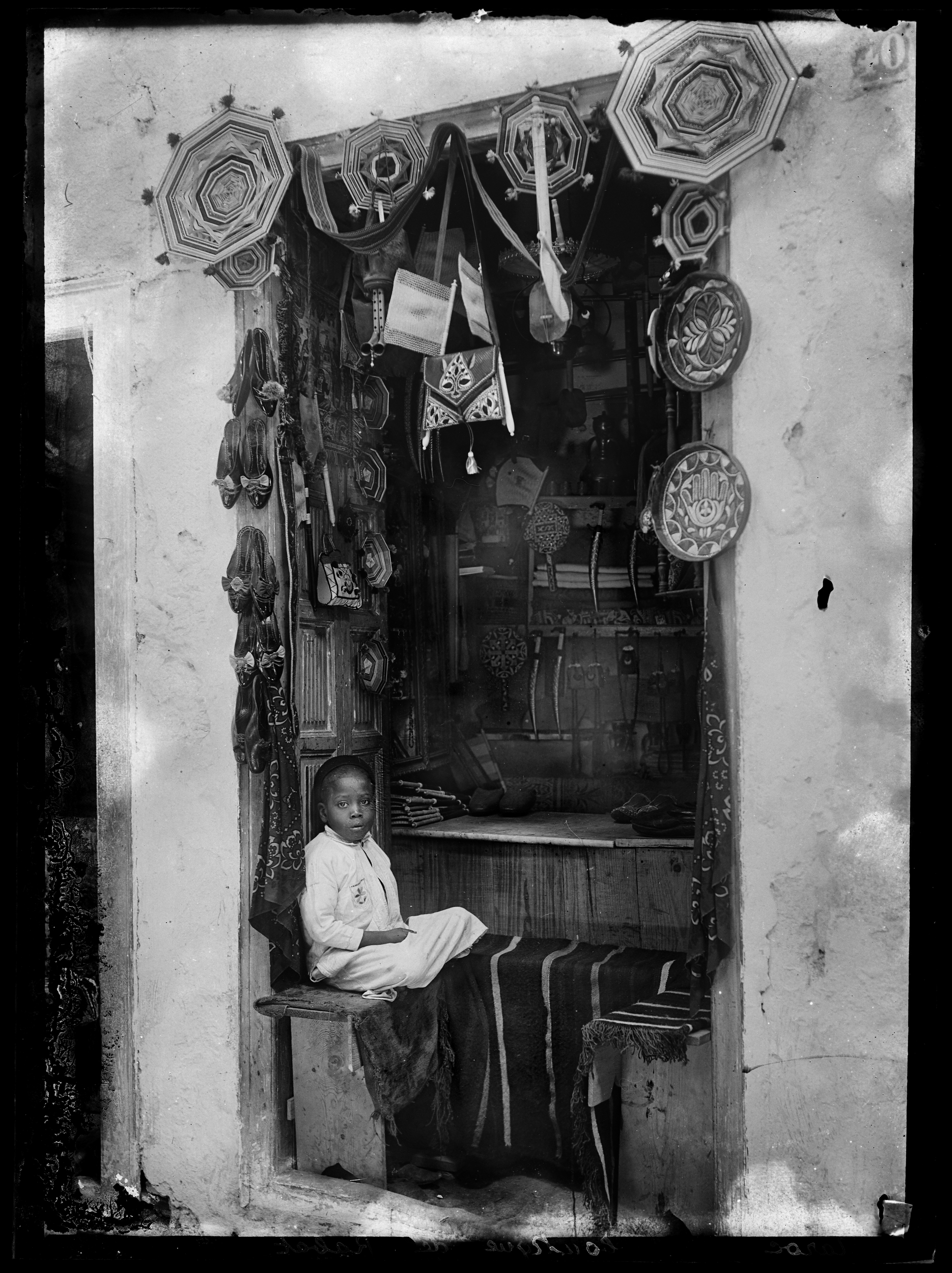
Charles Géniaux,"Boutique à Rabat", vers 1910
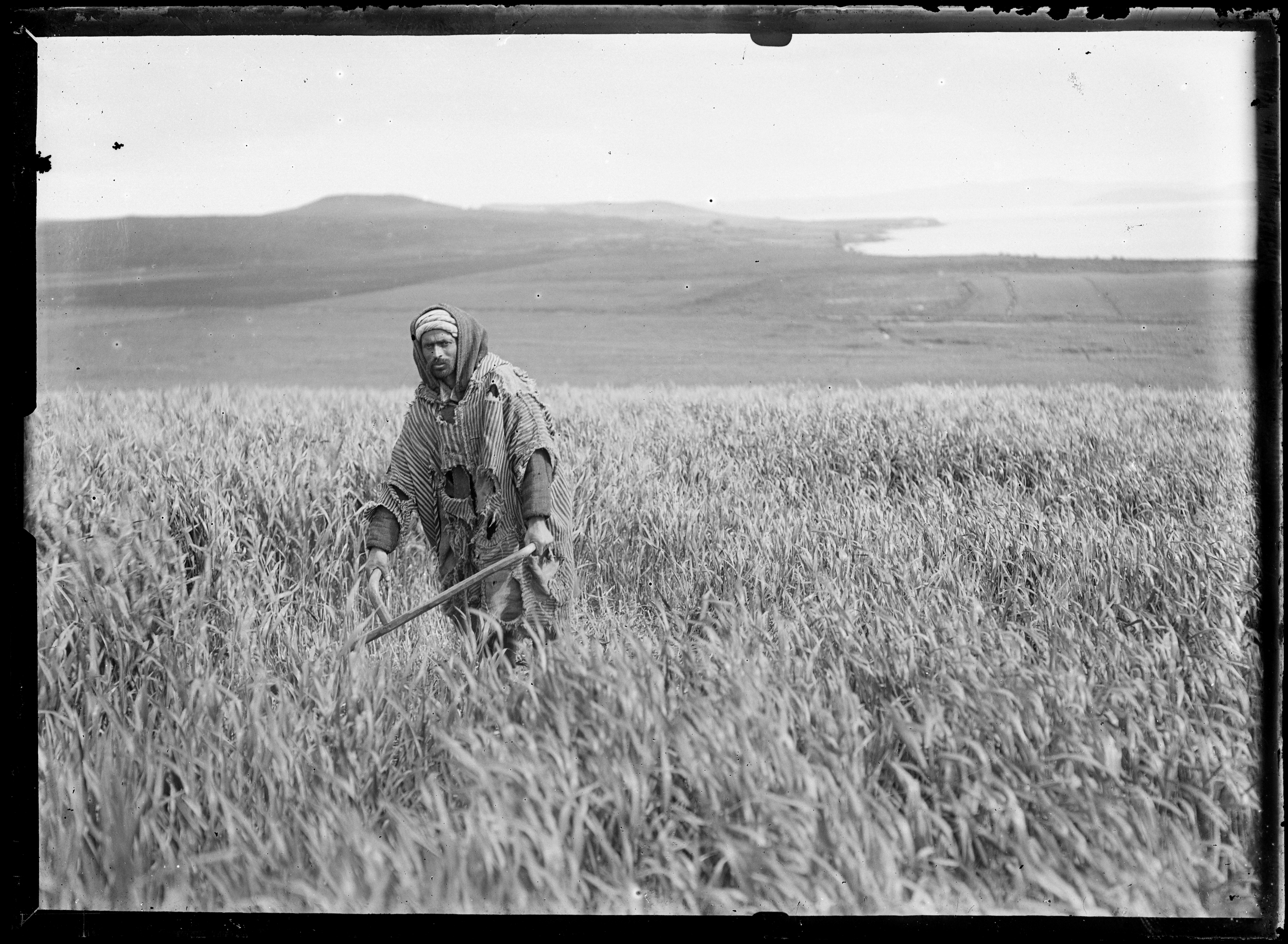
Charles Géniaux,"Un fellah de Chaouïa dans son champ d'orge", vers 1910
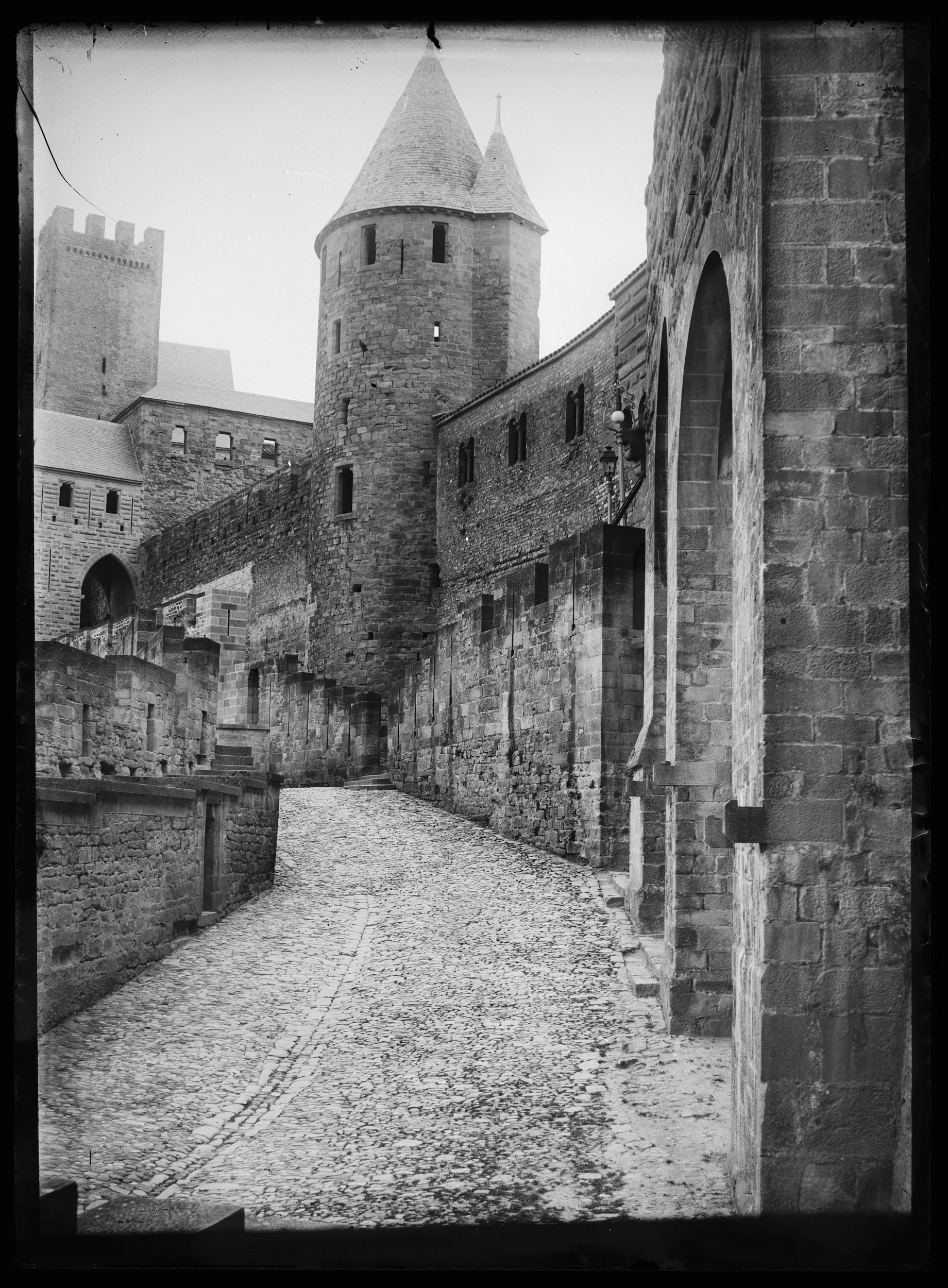
Charles Géniaux, Cité médiévale de Carcassonne, 1900-1915
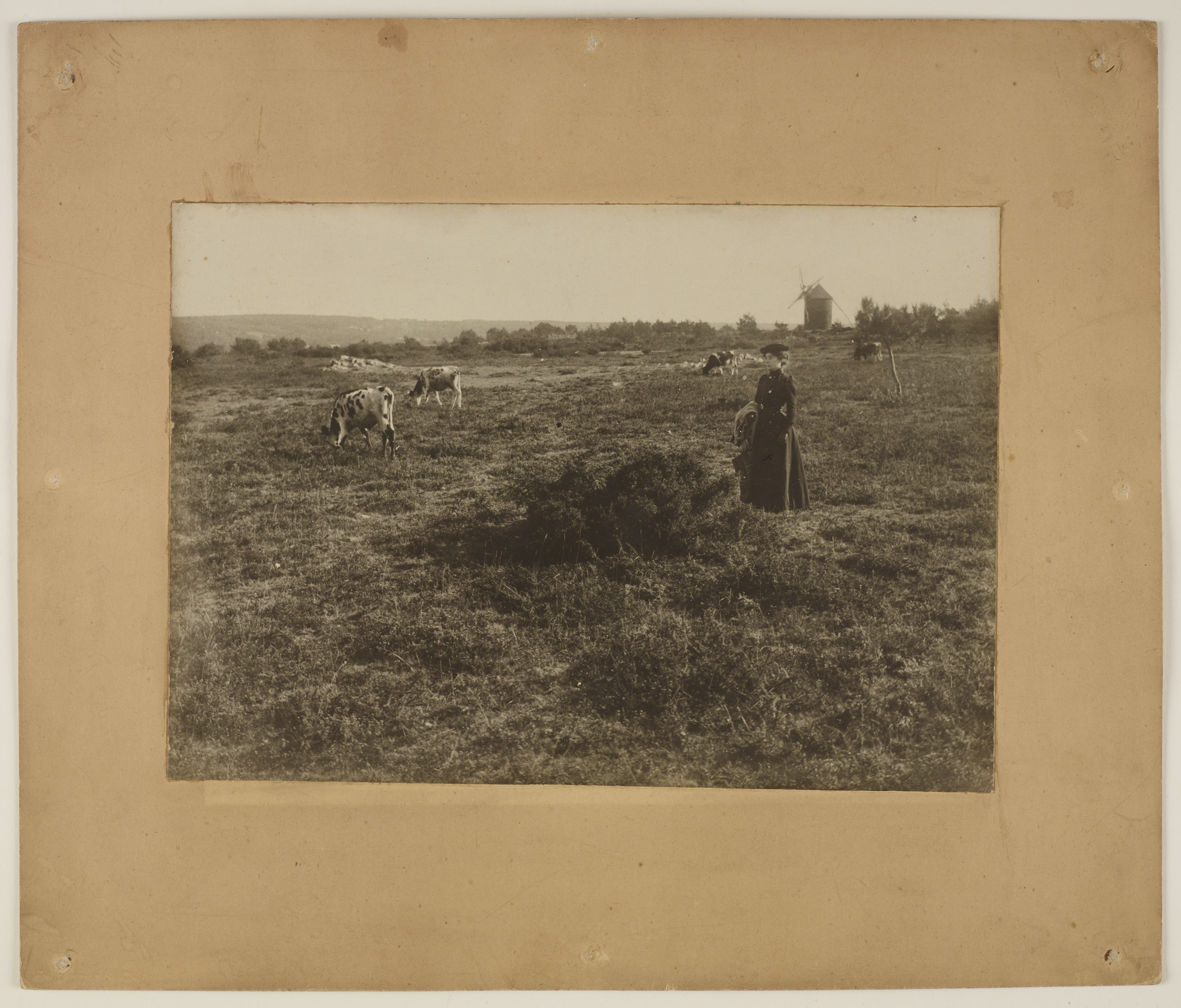
Charles Géniaux, Claire dans la lande
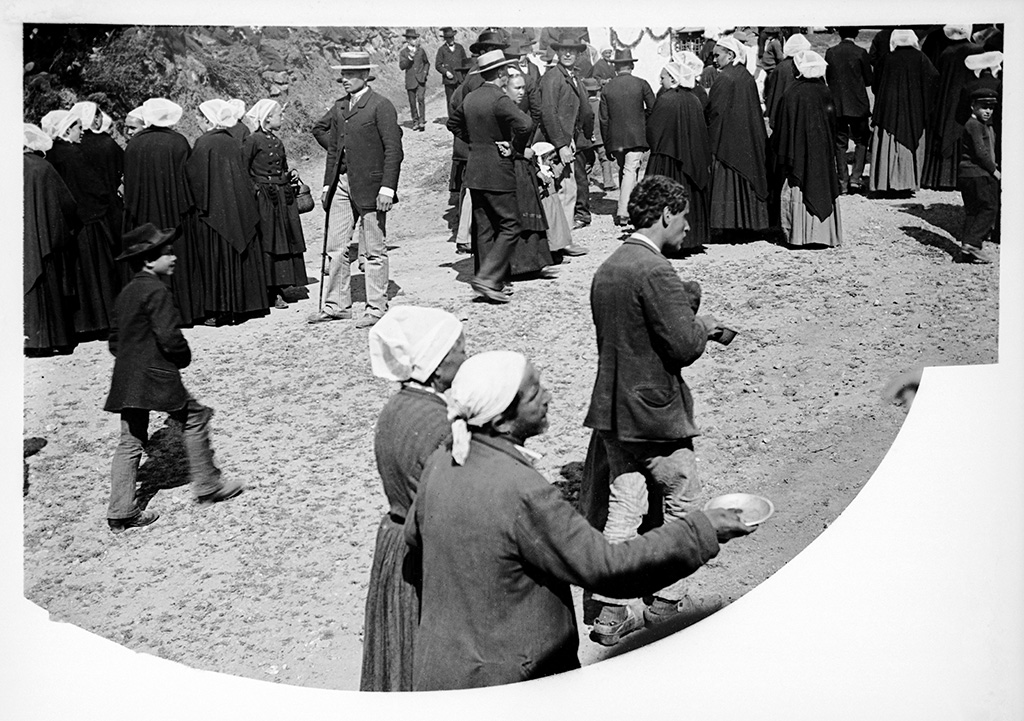
Charles Géniaux, Le Pardon de Saint-Jean-du-Doigt, 1902-1905
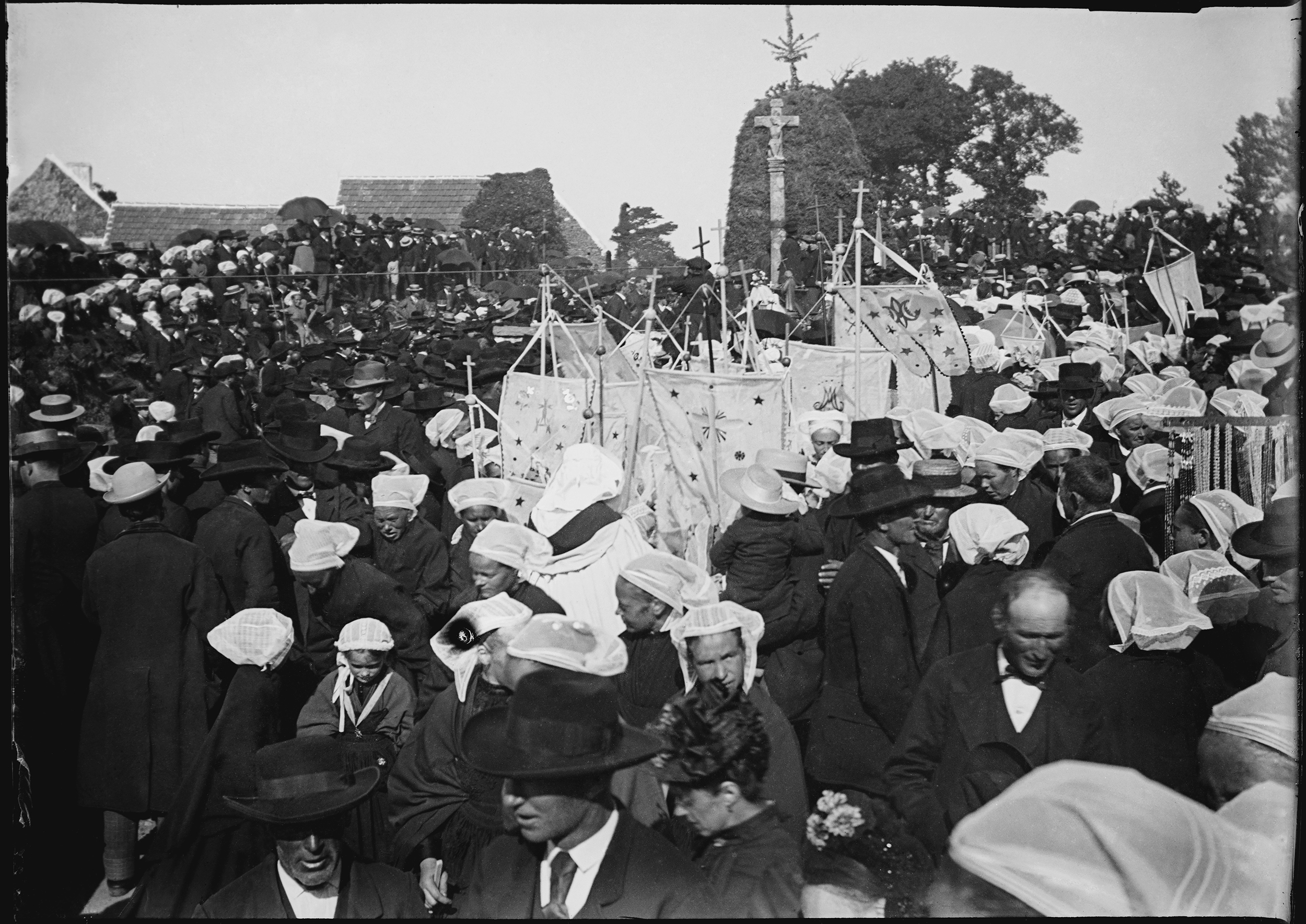
Charles Géniaux, Le Pardon de Saint-Jean-du-Doigt, 1902-1905

## Distinctions
- Chevalier de la Légion d'honneur (décret du 29 janvier 1927)